# Pachotino (przystanek kolejowy)
Pachotino (ros. Пахотино) – przystanek kolejowy w miejscowości Pachotino, w rejonie spasskim, w obwodzie riazańskim, w Rosji. Położony jest na linii Moskwa – Riazań – Samara.